# Palazzo Zane Collalto
Palazzo Zane Collalto è un palazzo di Venezia, situato nel sestiere di San Polo, affacciato su un rio minore poco distante da Campo Sant'Agostin.

## Storia
Il palazzo è opera del 1665 del celebre architetto Baldassarre Longhena, alla cui morte subentrò Antonio Gaspari, per completare la dimora commissionata dalla famiglia Zane. Dopo il 1783 agli Zane subentrò la famiglia Collalto.
Il Longhena viene incaricato dalla famiglia Zane, una delle più ricche dinastie del '500 veneziano, di cui era proto (capomastro, e realizza il suo progetto disegnando una facciata che se pur in tono minore richiama alcune soluzioni formali presenti in altre architetture civili dello stesso autore. In particolare si segnala le modalità organizzative della forometria della facciata che richiamano elementi presenti in Ca' Pesaro, altra famosa opera del Longhena
Nel ventunesimo secolo l'edificio, in buono stato conservativo, è stata sede di una scuola e ha ospitato una fondazione per la musica romantica francese ed è accessibile al pubblico. La Provincia di Venezia ne ha curato il recupero di una parte negli ultimi anni.
Un importante restauro ha interessato il casino di Ca' Zane, opera accessoria ma fortemente caratterizzante del complesso, si tratta di un edificio presente nel bel giardino seicentesco e che ospitava un casinò per il gioco ed una biblioteca di famiglia.

## Descrizione
La facciata bianca in pietra d'Istria di Palazzo Zane Collalto mette in evidenza la presenza di un pian terreno sovrastato da due piani nobili.
Se si escludono, adiacenti al lato sinistro della facciata, i sopravvissuti resti dei due livelli di un edificio minore preesistente, la facciata risulta simmetrica, con due ampi portali ad arco sul canale antistante.
Sopra, i due piani nobili sono degni di nota soprattutto per le due pentafore a tutto sesto, poste centralmente e tutte con un grande mascherone in chiave di volta, elemento che caratterizza anche le due monofore laterali, da cui inoltre differiscono le aperture centrali per la presenza di balaustre: sporgente quella del primo piano, a livello della facciata quella del secondo.
Importante, nella composizione complessiva dell'opera, risulta anche il giardino seicentesco posto sul retro del corpo di fabbrica principale e servito da una porta d'acqua. Nel giardino trova sede il casino d Ca' Zane, architettura dedicata al gioco ed allo studio, con una sala da ballo al piano terra e stanze finemente decorate ed affrescate (vi sono affreschi attribuiti a Sebastiano Ricci).